# Gilchrist Glacier
Gilchrist Glacier är en glaciär i Antarktis. Den ligger i Östantarktis. Australien gör anspråk på området. Gilchrist Glacier ligger 21 meter över havet.
Terrängen runt Gilchrist Glacier är lite kuperad. Havet är nära Gilchrist Glacier åt nordost.  Trakten är obefolkad. Det finns inga samhällen i närheten.